# Rana hanluica
Espèce
Synonymes
- Rana maoershanensis Lu, Li & Jiang, 2007

Statut de conservation UICN

 DD  : Données insuffisantes
Rana hanluica est une espèce d'amphibiens de la famille des Ranidae.

## Répartition
Cette espèce est endémique de République populaire de Chine. Elle se rencontre :
- dans la province du Guangxi ;
- dans la province du Hunan.

## Publications originales
- Lu, Li & Jiang, 2007 : A new species of Rana (Anura, Ranidae) from China. Acta Zootaxonomica Sinica, Beijing, vol. 32, p. 792-801.
- Shen, Jiang & Yang, 2007 : A new species of the genus Rana Rana hanluica sp. nov. from Hunan Province, China (Anura: Ranidae). Acta Zoologica Sinica, Beijing, vol. 53, p. 481-488.